# Тууз, Уолтер
Уолтер Линкольн Тууз (24 февраля 1887 — 21 декабря 1956) —  американский адвокат и политик в штате Орегон, США. Он служил в качестве 66-го помощника судьи Верховного суда штата Орегон и в качестве судьи Окружного суда штата. Родился в штате Орегон, был ветераном Первой Мировой Войны и потерпевшим неудачу кандидатом в Конгресс США.

## Ранние годы
Тууз родился 24 февраля 1887 года в Баттвилле, штат Орегон, на французской прерии в долине Уилламетт. Он родился в семье Уолтера и Сэди Барнс Тууз, учился в нескольких школах, включая школу в Вудберне, в академии епископа Скотта и в Mt. Angel Academy. Затем Тууз поступил в Мичиганский университет, который окончил в 1908 году со степенью в области права.

## Карьера юриста
В 1908 году Тууз вернулся в Орегон и начал юридическую практику в Далласе. В Далласе он оставался до 1917 года, пока не переехал для практики в МакМиннвилль с 1919 по 1929 год. Из официальных журналов Сената и Палаты представителей штата Орегон известно, что, начиная с 1917 года, Уолтер Линкольн Тууз старший служил клерком в Сенате штата Орегон и занимал эту должность до 1923 года. Это был отец Уолтера Линкольна Тууза младшего, который является предметом данной статьи, позднее он занял должность судьи. Во время Первой мировой войны Тууз был капитаном 91-й дивизии армии США.
В 1929 году Тууз переводит свою практику в Портленд, где в 1941 году он был назначен временным судьей для 4-го судебного округа штата Орегон. В следующем году он выиграл выборы на ту же должность. А ранее, в 1938 году он был кандидатом на республиканских первичных выборах в 3-м округе штата Орегон, а в 1940 году был делегатом Республиканской национальной конвенции.
16 ноября 1950 года Уолтер Тууз был назначен губернатором штата Орегон Дугласом Маккеем. Он должен был заменить судью Джона О. Бейли в Верховном суде штата Орегон после его отставки. В том же году Тууз выиграл нв выборах полный шестилетний срок, а в 1956 году был переизбран. 21 декабря 1956 года он скончался в офисе вскоре после переизбрания.

## Личная жизнь
Уолтер Тууз был женат трижды. У него было трое детей от первой жены Рут Белден Смит и трое детей от второй супруги Каролины В. Глейзер. В 1944 он женился в третий раз на Хелен Джейн Лорелл.